# Acidiella spimaculata
Acidiella spimaculata är en tvåvingeart som beskrevs av Wang 1993. Acidiella spimaculata ingår i släktet Acidiella och familjen borrflugor.
Artens utbredningsområde är Yunnan (Kina). Inga underarter finns listade i Catalogue of Life.